# Пловдивски департамент
Пловдивски департамент, или Пловдивска област, е бивша административна единица в Източна Румелия.

## История
Наследник е на Филибийската кааза и Пловдивската губерния. Създадена е след влизането в сила на Закона за административното деление на Източна Румелия на 29 ноември 1879 г. Разделена е на 6 околии. Закрита е след Съединението на Княжество България с Източна Румелия, като е наследена от Пловдивското окръжие.
Включвала е следните околии:
| № | околия      | околийски център                         |
| - | ----------- | ---------------------------------------- |
| 1 | Пловдивска  | град Пловдив                             |
| 2 | Овчехълмска | село Голямо Конаре (дн. град Съединение) |
| 3 | Стрямска    | град Карлово                             |
| 4 | Сърнегорска | село Абрашларе (дн. град Брезово)        |
| 5 | Конушка     | град Станимака (дн. град Асеновград)     |
| 6 | Рупчоска    | село Чепеларе (дн. град Чепеларе)        |